# Shyqyri Ballgjini
Shyqyri Ballgjini (Durazzo, 14 agosto 1954) è un ex calciatore albanese, di ruolo attaccante.

## Carriera

### Nazionale
Ha collezionato 2 presenze con la Nazionale albanese nel 1981.